# Cyathea subincisa
Cyathea subincisa là một loài thực vật có mạch trong họ Cyatheaceae. Loài này được (Kunze) Domin mô tả khoa học đầu tiên năm 1929.